# ワンパク番外地
ワンパク番外地（わんぱくばんがいち）は、1971年4月8日から同年7月1日まで、東京12チャンネル（現：テレビ東京）系列で放送されたドラマ。毎週木曜 19:30 - 20:00の30分間番組（全13回）。

## 概要
海辺の洋館で一緒に暮らす少年少女たちが、自由を奪おうとする大人と対決するコメディドラマ。前番組『ハレンチ学園』の姉妹番組であり、児島美ゆきや小林文彦など『ハレンチ学園』の生徒からのシフト組が多く、児島と小林コンビが主役。

## ストーリー
みゆきは、亡くなった祖父の住んでいた洋館を探してある町に着いた。そこで13人の子供たちと仲間になり、みゆきを含めた14名の子供たちだけで暮らすことを決意する(さらに4話でチビが加わり15名となる)。洋館には山で遭難死したみゆきの兄が幽霊となって棲んでいた。洋館は「ワンパク屋敷」と名付けられ、子供たちの生活が始まる。個性豊かな子供たちは特技を発揮し、地元の番長グループと対決したり、宝石泥棒を捕まえたりと大活躍する。ところがヤクザの黒駒組が、彼らの遊び場“ワンパク砦”を潰して娯楽センターを建設するという計画を立てた。みゆきらは反旗を翻すが、報復としてワンパク屋敷に爆弾を仕掛けられてしまう。

## サブタイトル
| 回 | 放送日  | サブタイトル               |
| -- | ------- | -------------------------- |
| 1  | 4月8日  | ワンパク勢揃いの巻         |
| 2  | 4月15日 | ギャング退治の巻           |
| 3  | 4月22日 | 決闘！あらしヶ丘の巻       |
| 4  | 4月29日 | チビッコ仁義の巻           |
| 5  | 5月6日  | スパイ大作戦の巻           |
| 6  | 5月13日 | くたばれ！ザ・ガードマン   |
| 7  | 5月20日 | ダボハゼ岬の追跡           |
| 8  | 5月27日 | 逆転！みゆき跳び           |
| 9  | 6月3日  | チビッコ一番手柄           |
| 10 | 6月10日 | やったぞ!!たつまき攻撃     |
| 11 | 6月17日 | いじわるばあさん           |
| 12 | 6月24日 | 大障害！自動車レース       |
| 13 | 7月1日  | 決戦！ワンパク砦（最終回） |

## 登場人物
- みゆき：児島美ゆき

洋館の持ち主。人並み外れたジャンプ力を持ち、跳び蹴りが得意。女子のリーダー格。
- 番長：小林文彦

男子のリーダー格。喧嘩っ早いが正義感は強い。
- 山猫：倉園朱美

絵が得意で、腕も立つ女子。
- ハカセ：星野みどり

角帽に黒ガウンの学士スタイルの少女。知識豊富で、コンピュータと共に作戦担当。
- チビ：梶正昭

第4話から登場。パトラのお竜と一緒に自分の母親を探す旅をしていたが、みゆきたちと出会い、母親探しを諦めワンパク屋敷で暮らす事にする。なお次回予告ラスト（ワンパクメンバーによる締め「あっ見ましょう! あっ見ましょう!」）には登場しない。
- コンピュータ：渡辺史郎

情報処理能力に優れ、事件が起こったときに作戦計画を立案する。
- 機械屋：上地宝

機械作りの達人。ワンパク屋敷の様々な仕掛けや通信機なども彼が作った。
- 肉まん：石渡英典

コック服の少年。運動嫌いで食いしん坊。パチンコの名手。
- ジャンボ：柳沢陽子

怪力少女。
- アンパン：たかこの香、おセンチ：尾花絹代

戦闘能力がないので、荒事の時には留守番担当となる。しかし、皆が留守の時にワンパク屋敷が襲撃される事も多く、逃げ出して来て報告することもある。
- サスケ：上条明

軽業師のような身のこなしをする少年。
- 五右衛門：上村竜一

みゆきたちと出会う前から番長と行動を共にしていた。
- シューマイ：篭島良江

チャイナ服の少女。協和語で喋るのが癖。
- 石松：安岡清貴

アイパッチをした少年。　
- みゆきの兄：石立鉄男

アルプスで遭難死して幽霊となり、ワンパク屋敷でみゆきたちが来るのを待っていた。仏間のテレビの画面にのみ姿を現す事ができる。事ある毎にみゆきたちにアドバイスを与える。
- 石岡ケンジ：根岸一正

地元の高校生番長。みゆきたちと対立する。黒駒組の手先をつとめていたが、ヤクザの汚い手口に反発し、最後はみゆきたちと協力して黒駒組と対決する。
- 竜子(パトラのお竜)：久万里由香

チビと一緒に、チビの母親を探す旅をしていたが、チビがワンパク屋敷に残ったため、一人で旅立った。パトラはクレオパトラの略。
- その他のゲスト出演者：森川信、野呂圭介、内田良平、武藤章生、大浜詩郎 、谷村昌彦、高杉玄、真山譲次、武智豊子 、江波多寛児、ほか

## スタッフ
- 原案：丹野雄二
- 企画：丹野雄二
- 脚本：鴨井達比古、久保田圭司、飯塚二郎、小沼勝、宮下教雄
- 監督：飯塚二郎、丹野雄二、近藤幸彦
- 助監督：横井洋
- 技斗：渡井嘉久雄
- 撮影技術：有吉英敏
- 照明：窪田彰
- 色彩計測：喜田敏文
- 美術：木村晃广
- 音楽：山本直純
- 選曲：合田豊
- プロデューサー：仲川哲朗、川原資三、内出登美男、近藤伯雄
- 制作担当：小山信行
- 制作：東京12チャンネル、日活、DAX（ダックスインターナショナル）

## 主題歌・挿入歌
これら2曲は、2007年6月16日に日本クラウンから発売されたCD「児島美ゆき・70'sシングル・コレクション」に収録されている。

### 主題歌
｢ワンパク番外地｣　
- 作詞：北原たけし／作曲：山本直純／編曲：たかしまあきひこ／歌：児島美ゆき
- アニメーション：瓢箪堂
- 『ハレンチ学園』同様、OP・EDに使用されている[1]。また次回予告のBGM[2]や、第6話でワンパクメンバーの一部がデパート（忠実屋）の試食コーナーに入る時にも使用された。
- 映像は第1話と第2話のみ、ラストの白服メスネコ（みゆきをイメージ）が隣のオスネコ（番長をイメージ）にキスするシーンが静止画像になっていた。
- 1971年、クラウンレコード（現：日本クラウン）から発売。

### 挿入歌
「ワンパク兄弟分」
- 作詞：たかばたけし／作曲：山本直純／編曲：たかしまあきひこ／歌：児島美ゆき
- 第1話の冒頭をはじめ、様々な場面で使用。
- 先述の「ワンパク番外地」のB面に収録。

## 放送局
- 東京12チャンネル（制作局）
- 北海道テレビ（1971年10月1日 - 1972年1月7日に放送）：金曜 18:10 - 18:40[3]

## 映像ソフト
- 2019年2月22日、ベストフィールド社からDVDシリーズ「昭和の名作ライブラリー」の一環として、本作のコレクターズDVD・デジタルリマスター版が発売された[4]。